# Ghanīma
Der arabisch-islamische Rechtsbegriff Ghanīma (arabisch غنيمة, DMG ġanīma ‚(Kriegs-)Beute‘) bezeichnet nach klassischer Rechtslehre die im Dschihad durch Kriegshandlungen von den Ḥarbīs erbeuteten bewegliche Güter sowie die Kriegsgefangenen. Nicht durch Kriegshandlungen erbeutete Güter sind dagegen Fai'.
Die Scharia sieht Folgendes für die Ghanima vor: Vier Fünftel der Ghanima sind unter bei der Schlacht anwesenden muslimischen Kämpfern zu verteilen, ein Fünftel gehört Allah. Dieses Fünftel bekam ursprünglich der Imam zur Verwaltung, später wurde es unter Bedürftige verteilt. Reiter bekommen den dreifachen, nach anderer Meinung den doppelten Anteil. 
Die gefangenen Nichtmuslime werden als Sklaven unter den muslimischen Kämpfern verteilt, wobei Frauen zu Konkubinen genommen werden können, eventuelle Ehen der Sklavinnen sind annulliert. 
Die gefangenen Männer kann der Imam für sich beanspruchen. Er kann sie töten, gegen Lösegeld freilassen oder gegen muslimische Gefangene austauschen. Nach Meinung von Abu Hanifa dürfen sie nicht freigelassen werden.